# 25515 Briancarey
25515 Briancarey è un asteroide della fascia principale. Scoperto nel 1999, presenta un'orbita caratterizzata da un semiasse maggiore pari a 2,3163189 UA e da un'eccentricità di 0,0656888, inclinata di 4,13792° rispetto all'eclittica.
L'asteroide è intitolato a Brian Carey, insegnante alla Livingston High School di Livingston (New Jersey).